# الخنق (نعمان)

تعديل مصدري - تعديل

الخنق هي إحدى قرى عزلة المرحاض بمديرية نعمان التابعة لمحافظة البيضاء، بلغ تعداد سكانها 123 نسمة حسب تعداد اليمن لعام 2004.